# Attilio De Razza
Attilio De Razza (Nardò, 2 agosto 1963) è un produttore cinematografico, produttore teatrale e imprenditore italiano.

## Biografia
Nato il 2 agosto 1963 a Nardò in provincia di Lecce, dove vive ancora e sin da ragazzo, un appassionato di comicità. Dopo una bella parentesi come allenatore di basket si è dedicato sin da subito al teatro comico.
Ha prodotto moltissimi spettacoli teatrali con i più gradi comici del panorama teatrale italiano degli anni ’90- 2000. È stato agente di moltissimi comici famosi, tra i quali Ficarra e Picone e Forest. 
Si è avvicinato al cinema in maniera naturale passando dalla produzione teatrale a quella televisiva ed in fine a quella cinematografica. 
Nel 2009 si cimenta per la prima volta in un film drammatico con la regia di Ricky Tognazzi. Nel 2014 incontra Edoardo De Angelis  con il quale realizza, in coproduzione con Pierpaolo Verga, “Perez” dando il via al suo ingresso nel cinema di qualità; collaborazione che porterà poi ad “Indivisibili”, pluripremiato ai David di Donatello. 
Tra le produzioni più importanti degli ultimi tempi “La Stranezza”, “Comandante”, “il primo Natale”, “Santo Cielo” e “Spaccaossa”.

## Filmografia
- La matassa, regia di Ficarra & Picone e Giambattista Avellino (2009)[2]
- Anche se è amore non si vede, regia di Ficarra e Picone (2011)[2]
- Tutta colpa della musica, regia di Ricky Tognazzi (2011)[2]
- Perez., regia di Edoardo De Angelis  (2014)
- Andiamo a quel paese, regia di Ficarra e Picone (2014)
- Indivisibili, regia di Edoardo De Angelis (2016)[2]
- L'ora legale, regia di Ficarra e Picone (2017)
- Vengo anch'io, regia di Nuzzo e Di Biase (2018)
- Il vizio della speranza, regia di Edoardo De Angelis (2018)
- Tuttapposto, regia di Gianni Costantino (2019)[3]
- Il primo Natale, regia di Ficarra e Picone (2019)
- La mafia non è più quella di una volta, regia di Franco Maresco (2019) - co-produttore
- Incastrati, regia di Ficarra e Picone - serie TV (2022-2023)
- Una femmina, regia di Francesco Costabile (2022)
- La stranezza, regia di Roberto Andò (2022)
- Spaccaossa, regia di Vincenzo Pirrotta (2022)
- Un mondo sotto social, regia di Claudio Casisa e Annandrea Vitrano (2022)
- So tutto di te, regia di David Serge (2023)
- Maestrale, regia di Nico Bonomolo (2022)
- Scugnizzi per sempre, regia di Gianni Costantino, docuserie Rai (2023)
- Comandante, regia di Edoardo De Angelis (2023)
- Santocielo, regia di Francesco Amato (2023)
- L'ultima settimana di settembre, regia di Gianni De Blasi (2024)
- Storia di una notte, regia di Paolo Costella (2024)
- Familia, regia di Francesco Costabile (2024)
- L'abbaglio, regia di Roberto Andò (2024)
- Dove osano le cicogne, regia di Fausto Brizzi (2024)

## Riconoscimenti
David di Donatello
- 2017: Miglior produttore per Indivisibili[4]
- 2023: Miglior produttore per La Stranezza

Nastro d'argento
- 2017: Miglior produttore per Indivisibili
- 2017: Miglior produttore per L'ora legale[5]